# Miami Air International
Miami Air International is een Amerikaanse chartermaatschappij die is gevestigd in Miami. Ze voert wereldwijd chartervluchten uit voor diverse groepen, zoals cruise-operators, sportploegen en het Amerikaanse leger.
De maatschappij werd opgericht in augustus 1990 en begon met vliegen in oktober 1991, daarbij gebruik makend van Boeings 727-200 die werden gehuurd van de Xerox Credit Corporation.
Tegenwoordig bevat de vloot van Miami Air International twee Boeings 737-400 in luxe uitvoering, met name gebruikt voor het vervoer van prof-ploegen (ijshockey, honkbal en basketbal), en zeven Boeings 737-800 voor de functie van ad-hocchartermaatschappij.
De IATA-code werd veranderd van GL naar LL, omdat Air Greenland dezelfde code gebruikte. Air Greenland was de eerste die deze code gebruikte. Miami Air International is volledig eigendom van TSI Holdings en had in maart 2007 405 medewerkers.
In de zomer van 2007 voerde Miami Air International enkele chartervluchten uit namens de Nederlandse maatschappij Martinair. In de zomer van 2008 huurde het Nederlandse transavia.com een Boeing 737-800 van Miami Air International op basis van een wet-leaseovereenkomst, om daarmee de piek van de zomer-vakantiedrukte op te kunnen vangen. Deze toestellen werden aan de buitenzijde voorzien van logo's van transavia-com op de staart (middels bestickering), maar behielden de donkerblauwe onderkant van de eigen Miami Air International-kleuren. Naast het volledig Amerikaanse cockpit- en cabinepersoneel vloog steeds een Nederlandse purser mee als contactpersoon van transavia.com en voor de vertaling van de Engelstalige intercommededelingen. Voor de zomer van 2009 huurde ArkeFly een Boeing 737-800 van Miami Air ter opvang van de zomerdrukte; voor de zomerdrukte van 2010 waren dit er twee.

## Vloot
In april 2020 bestond de vloot uit de volgende vliegtuigen:
| Vliegtuig type | Huidig     | Vroeger | Gem. leeftijd |
| Vliegtuig type | In gebruik | Vroeger | Gem. leeftijd |
| -------------- | ---------- | ------- | ------------- |
| Boeing 737     | 7          | 11      | 14.3 Jaar     |